# سالن یخ توندیرابا
سالن یخ توندیرابا (استونیایی: Tondiraba jäähall) یک سالن سرپوشیده چندمنظوره در تالین، استونی است.
این سالن که در سال ۲۰۱۴ افتتاح شده برای ورزش‌های بسکتبال و کرلینگ و هاکی روی یخ و همچنین کنسرت موسیقی مورد استفاده قرار می‌گیرد.